# The Invaders (film 1913)
The Invaders è un cortometraggio muto del 1913 diretto da George Melford.

## Produzione
Il film, prodotto dalla Kalem Company, venne girato a Glendale.

## Distribuzione
Distribuito dalla General Film Company, il film - un cortometraggio in due bobine - uscì nelle sale cinematografiche statunitensi il 27 agosto 1913.